# Giovanni Dalmata

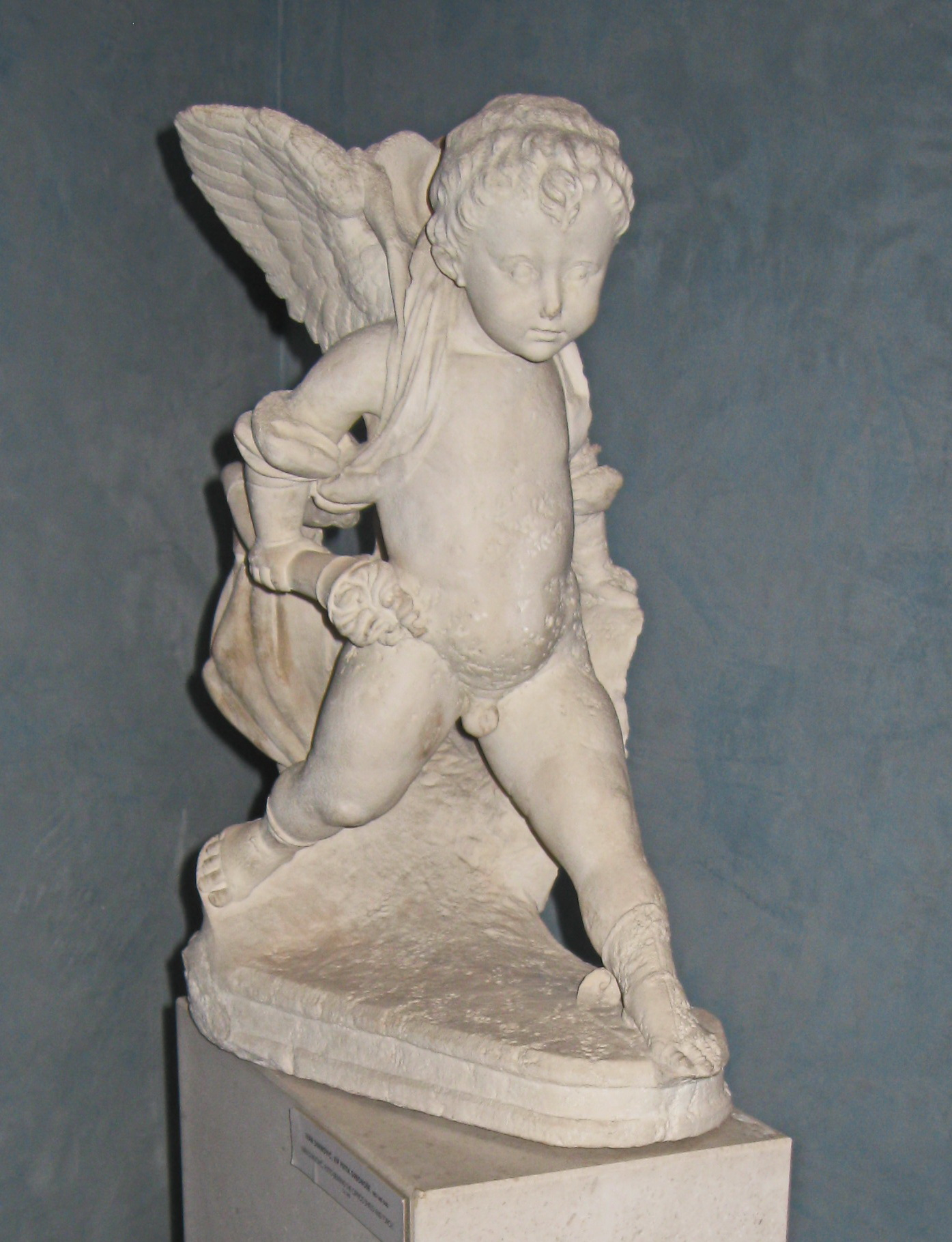
Putto mit Wappenschild der Cippico und Fackel

Giovanni Dalmata, eigentlich Ivan Duknović de Tragurio, auch Giovanni di Traù, oder Johannes Duknovich (* um 1440 in Vinišće; † nach 1514 in Trogir), war ein kroatisch-italienischer Bildhauer aus Dalmatien, der den größten Teil seines künstlerischen Lebens in Rom, Ungarn und Dalmatien verbrachte. Er war mit Andrea Bregno und Mino da Fiesole  an großen Grabmal- und Altarprojekten in der zweiten Hälfte des 15. Jahrhunderts in Rom tätig und zählt da zu den bedeutenden Bildhauern seiner Zeit.

## Leben und Werk
Giovanni Dalmata wurde um 1440 in Vinišće, einem kleinen Fischerdorf in der Nähe von Trogir, in Dalmatien geboren. Dalmatien gehörte seit 1409 zur Republik Venedig. Zwischen 1460 und 1465 wurde Dalmata gemeinsam mit anderen lombardischen Steinmetzen vom venezianischen Papst Paul II. nach Rom gerufen. Er arbeitete zunächst im Palazzo Venezia.

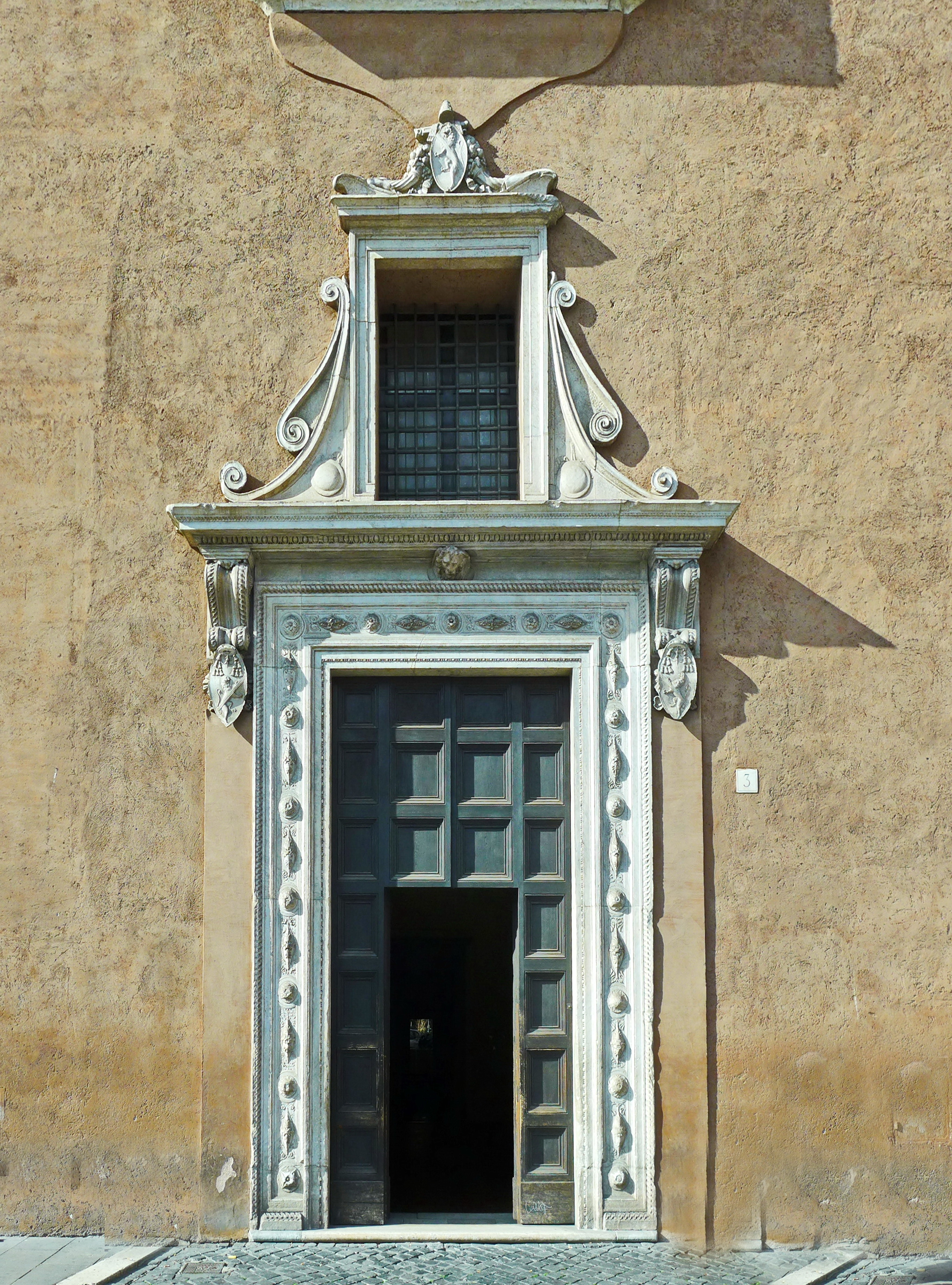
Rom, Palazzo Venezia, Hauptportal

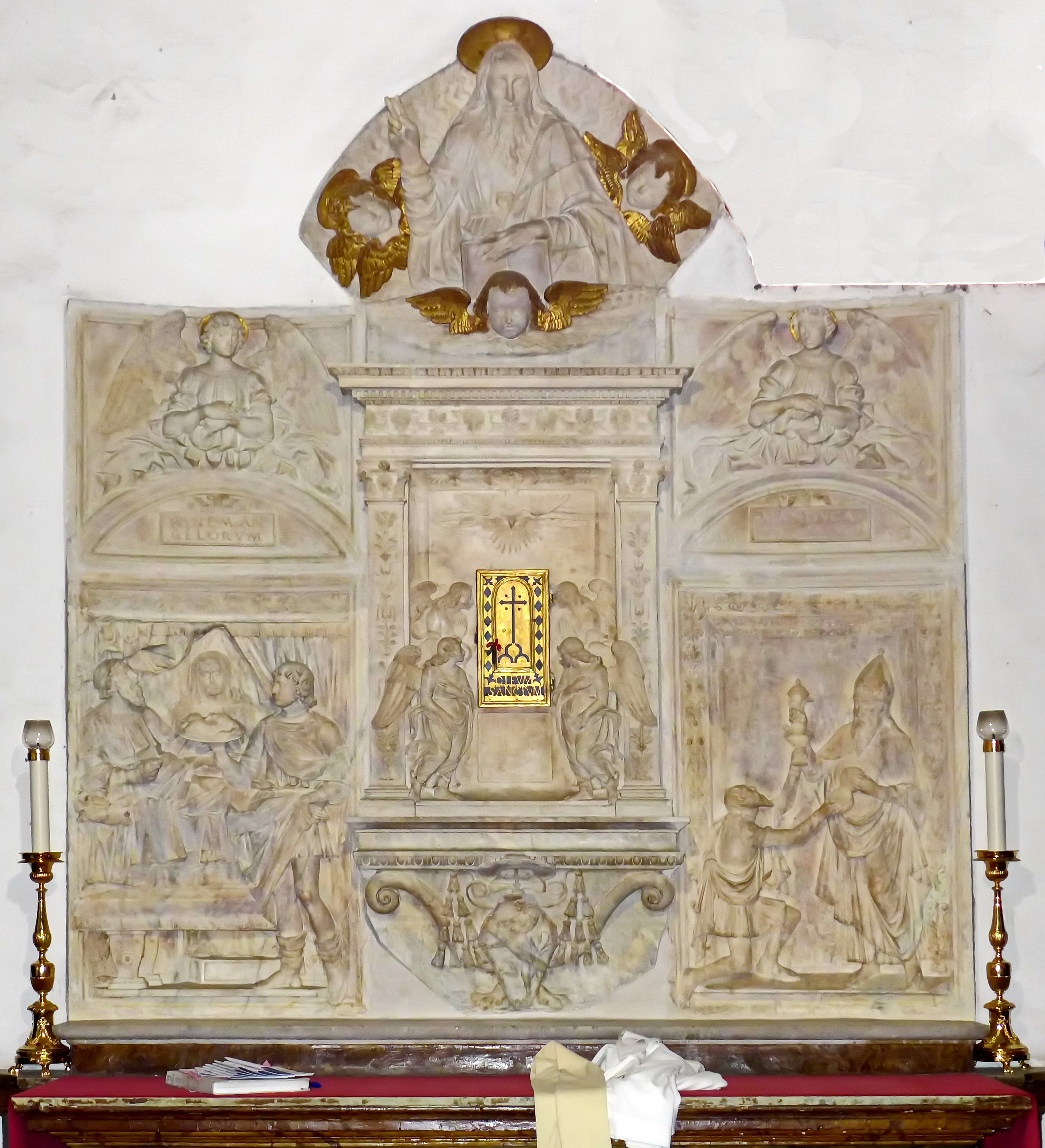
Sakramentstabernakel, San Marco, Rom

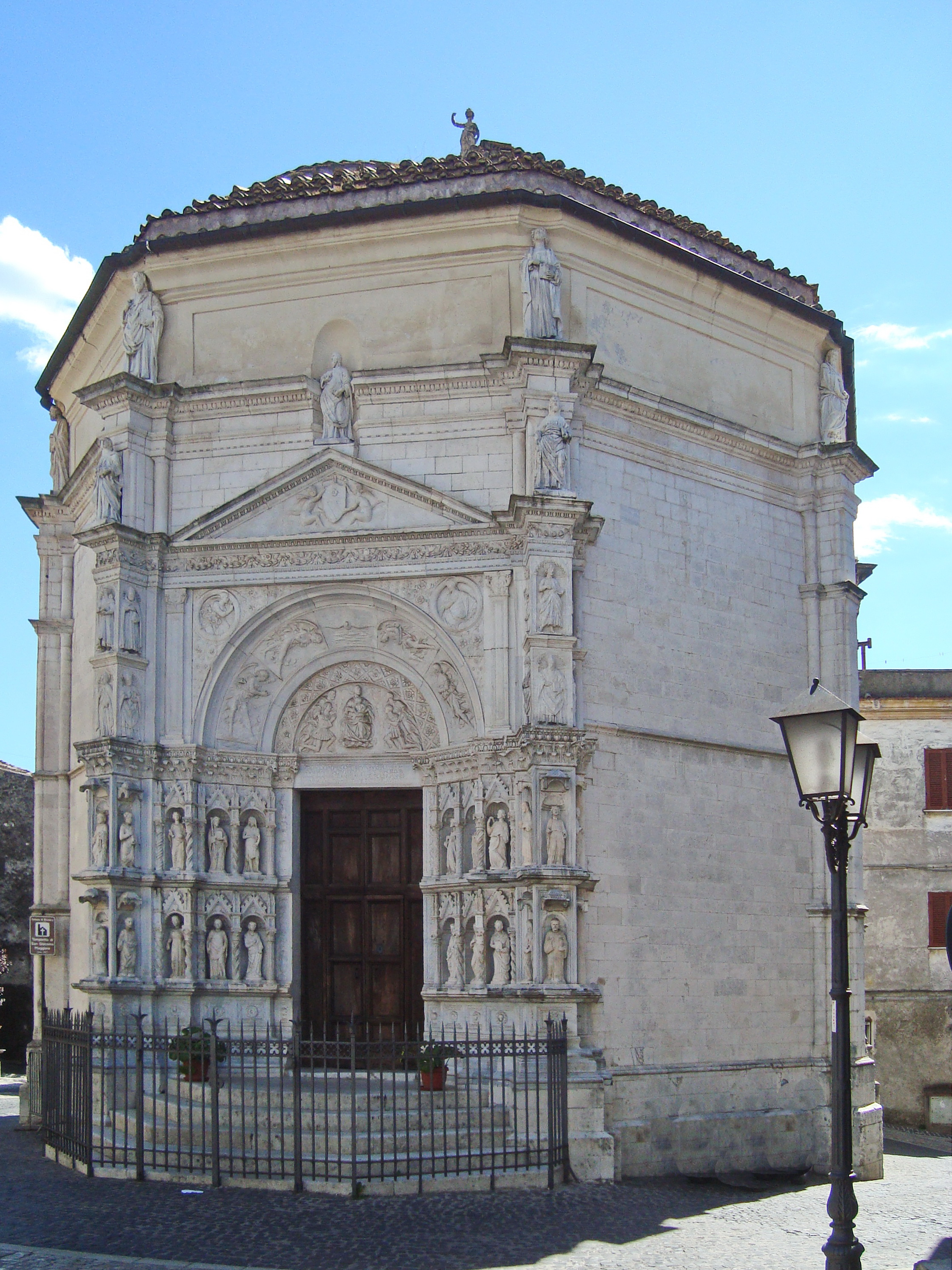
San Giacomo Maggiore in Vicovaro

Während seines Aufenthaltes in Rom schuf er unter anderem:
- Statuen der Apostel in den Vatikanischen Grotten,
- die Kreuzigung in der Kirche Santa Balbina mit Mino da Fiesole,
- Relief: Christus von zwei Engeln getragen (Abb.) in der Kirche Sant'Agostino (Rom); Vestibül
- 1466 das Grabmonument für Kardinal Giacomo Tebaldi  mit Andrea Bregno in der Kirche Santa Maria sopra Minerva,
- 1467 das Hauptportal des Palazzo Venezia,
- 1474 das Grabmonument für Kardinal Pietro Riario zusammen mit Andrea Bregno und Mino da Fiesole in der Kirche Santi XII Apostoli,
- 1474 das Tabernakel in der Sakristei von San Marco (Rom)
- 1476 das Grabmonument für Kardinal Bartolomeo Roverella in der Basilika San Clemente
- 1478 das Grabmal des Kardinal Fericci im Kreuzgang der Kirche Santa Maria sopra Minerva,
- nach 1479 einen segnenden Christus und das Grab des Kardinals Berardo Eroli in den Vatikanischen Grotten.
- den Tempietto S. Giacomo in Vicovaro (nahe Tivoli).

Es folgten das ihm zugeschriebene Grabmonument für Maddalena Orsini im Refektorium des Klosters San Salvatore in Lauro und die Transenna mit Pilastern und Kandelabern in der Sixtinischen Kapelle, gemeinsam mit Andrea Bregno und Mino da Fiesole.
Unter den in Rom ausgeführten Arbeiten ragt ein Werk besonders hervor: das eindrucksvolle Grabmonument für Papst Paul II. mit vielen Statuen und Reliefs, das sich einst in der konstantinischen Petersbasilika befand. Es ist teilweise rekonstruiert und befindet sich in einem Oktogon über dem Querschiff der Peterskirche, wobei die Architekturteile und zwei Sockelreliefs (heute im Louvre, Paris) fehlen. Bei der Fertigstellung dieses Denkmals arbeitete er mit Mino da Fiesole zusammen, von dem die Reliefs des liegenden Papstes, die Hoffnung, der glorreiche Gottvater, die Engel mit der Inschrift, die Erschaffung der Eva, die Erbsünde, die Auferstehung Christi und die Apostel Markus und Matthäus stammen. Um 1469 schuf er die Skulpturen Madonna mit Kind, Apostel und Engel für die Kirche San Giovanni in Norcia, die sich heute im Museo Diocesano La Castellina befinden.
In den Jahren 1481 und 1485 bis ca. 1490 ist Giovanni Dalmata am Hof des Königs Matthias Corvinus in Ungarn nachzuweisen, wo er zum Hofbildhauer ernannt wurde. Die zahlreichen, von ihm geschaffenen Werke sind jedoch bis auf wenige Fragmente nicht mehr erhalten.
Nach seinem Aufenthalt in Ungarn kehrte Giovanni Dalmata nach Trogir zurück. Er hinterließ dort viele Werke, darunter die Statue Johannes des Evangelisten in der Kapelle Orsini der Kathedrale von Trogir. Er entwarf darüber hinaus die Statue der Hl. Maria Magdalena im Franziskanerkonvent Sant'Antonio nahe der Insel Čiovo und arbeitete zusammen mit Niccolò di Giovanni Fiorentino und Andrea Alessi am Renaissancepalast Cippico in Trogir.
Um 1503 kehrte er nach Rom zurück und arbeitete am Grabmonument des apostolischen Pronotars Lomellino. 1509 findet er sich in Ancona, wo er das Grabmonument des Seligen Girolamo Giannelli im Dom von Ancona schuf. Einige Dokumente von 1513 und 1514 erwähnen einen wohl mit Dalmata identischen Magistro Joanni lapicida in Trogir, wo er wahrscheinlich verstarb.
Im Stadtmuseum von Trogir befinden sich sechs Werke von ihm.